# Giuseppe Tugnoli
Giuseppe Tugnoli (Bologna, 2 ottobre 1888 – Acle, 2 settembre 1968) è stato un pesista e discobolo italiano.
Prese parte ai Giochi olimpici di Anversa 1920 classificandosi quattordicesimo con la misura di 12,07 m. È stato 12 volte campione italiano in quattro differenti specialità (vedi la sezione relativa).

## Palmarès
| Anno | Manifestazione  | Sede    | Evento         | Risultato | Prestazione | Note |
| ---- | --------------- | ------- | -------------- | --------- | ----------- | ---- |
| 1920 | Giochi olimpici | Anversa | Getto del peso | 14º       | 12,07 m     |      |

## Campionati nazionali
- 4 volte campione italiano nel getto del peso (1913, 1914, 1920 e 1923)
- 4 volte campione italiano nel getto della pietra (1913, 1914, 1919 e 1920)
- 3 volte campione italiano nel lancio del disco (1914, 1922 e 1923)
- 1 volta campione italiano nel tiro del giavellotto stile libero (1919)

1913
- Oro ai campionati italiani, getto del peso - 12,95 m
- Argento ai campionati italiani assoluti, lancio del disco - 36,42 m
- Oro ai campionati italiani, getto della pietra - 16,50 m
- Bronzo ai campionati italiani assoluti, lancio del giavellotto stile libero - 47,33 m

1914
- Oro ai campionati italiani, getto del peso - 13,07 m
- Oro ai campionati italiani, getto della pietra - 17,71 m
- Oro ai campionati italiani, lancio del disco - 38,83 m
- Argento ai campionati italiani assoluti, lancio del giavellotto stile libero - 48,06 m

1919
- Oro ai campionati italiani, getto della pietra - 16,30 m
- Argento ai campionati italiani assoluti, getto del peso - 12,95 m
- Argento ai campionati italiani assoluti, lancio del disco - 37,57 m
- Oro ai campionati italiani, tiro del giavellotto stile libero - 49,57 m
- Argento ai campionati italiani assoluti, palla vibrata - 42,69 m

1920
- Oro ai campionati italiani, getto del peso - 12,29 m
- Argento ai campionati italiani assoluti, lancio del disco - 36,80 m
- Oro ai campionati italiani, getto della pietra - 15,54 m
- Argento ai campionati italiani assoluti, palla vibrata a squadra - 3 p.

1921
- Argento ai campionati italiani assoluti, getto del peso - 11,07 m
- Argento ai campionati italiani assoluti, lancio del disco - 36,35 m
- Argento ai campionati italiani assoluti, lancio del martello - 28,255 m
- Argento ai campionati italiani assoluti, lancio della pietra - 14,91 m
- Argento ai campionati italiani assoluti, palla vibrata - 42,50 m
- Argento ai campionati italiani assoluti, palla vibrata a squadre

1922
- Oro ai campionati italiani, getto del disco - 38,82 m
- Argento ai campionati italiani assoluti, getto del peso - 11,89 m
- Argento ai campionati italiani assoluti, lancio del martello - 32,49 m
- Argento ai campionati italiani assoluti, palla vibrata - 44,05 m

1923
- Oro ai campionati italiani, getto del peso - 12,17 m
- Oro ai campionati italiani, lancio del disco - 39,785 m